# Jamil Demby
Jamil Demby (Vineland, 20 giugno 1996) è un giocatore di football americano statunitense che milita nel ruolo di offensive guard per i Vegas Vipers della X Football League (XFL).

## Carriera

### Los Angeles Rams
Demby fu scelto dai Los Angeles Rams nel corso del sesto giro (192º assoluto) del Draft NFL 2018. Fu svincolato l'8 settembre 2018.

### Detroit Lions
L'11 settembre 2018 Demby firmò con i Detroit Lions. Fu svincolato il 18 settembre 2018 e rifirmò con la squadra di allenamento.

### Los Angeles Rams
Il 12 dicembre 2018 Demby firmò per fare ritorno ai Rams. Fu svincolato il 4 settembre 2020 e rifirmò con la squadra di allenamento. Fu promosso nel roster attivo il 26 dicembre per la gara della settimana 16 contro i Seattle Seahawks. Dopo la partita tornò nella squadra di allenamento. Il 18 gennaio 2021 Demby firmò un nuovo contratto con i Rams. Il 4 agosto 2021 fu inserito in lista infortunati. A fine stagione vinse da inattivo il Super Bowl LVI dove i Rams sconfissero i Cincinnati Bengals 23-20.

## Palmarès
- Super Bowl : 1

Los Angeles Rams: LVI
- National Football Conference Championship: 1

Los Angeles Rams: 2021